# 1,7-dicloroheptano
El 1,7-dicloroheptano, llamado también dicloruro de heptametileno, es un compuesto orgánico de fórmula molecular C7H14Cl2. Es un haloalcano lineal de siete carbonos con dos átomos de cloro unidos respectivamente a cada uno de los carbonos terminales.

## Propiedades físicas y químicas
A temperatura ambiente, el 1,7-dicloroheptano es un líquido prácticamente incoloro. Su punto de ebullición es 220 °C y su punto de fusión -18 °C, si bien estos valores son estimados.
Posee una densidad algo mayor que la del agua, ρ = 1,041 g/cm³.
El valor del logaritmo de su coeficiente de reparto, logP = 3,74, denota que es más soluble en disolventes apolares —como el 1-octanol— que en disolventes polares.
Su solubilidad en agua es de aproximadamente 14 mg/L.
En cuanto a su reactividad, el 1,7-dicloroheptano puede reaccionar violentamente con agentes oxidantes fuertes.

## Síntesis
El 1,7-dicloroheptano se puede obtener a partir de 1,7-heptanodiamina.
Otra forma de preparar este cloroalcano es mediante la reacción de 1,7-heptanodiol con cloruro de tionilo.

## Usos
Se ha estudiado la conversión de 1,7-dicloroheptano a 1,7-heptanodiol por medio de la enzima haloalcano deshalogenasa, observándose que la actividad enzimática es un 38% menor que la registrada cuando el número de carbonos del sustrato es par (1,6-diclorohexano o 1,8-diclorooctano).
Se ha sugerido el empleo del 1,7-dicloroheptano en la fabricación de copolímeros de adición ramificados solubles, endurecidos por reacciones de reticulación después de su síntesis; estos copolímeros se usan como membranas de intercambio iónico mostrando una alta estabilidad hidrolítica.
Asimismo, se puede usar el 1,7-dicloroheptano en la producción de sales de amonio poliméricas reticuladas; utilizadas como absorbentes, adsorbentes, agentes electroconductores, agentes de transferencia de carga, agentes quelantes y resinas de intercambio iónico, son también útiles como secuestrantes de ácidos biliares cuando se administran por vía oral, reduciendo los niveles de colesterol en sangre en mamíferos.

## Precauciones
El 1,7-dicloroheptano es un compuesto combustible que tiene su punto de inflamabilidad 83 °C (valor estimado). Al arder pueden originarse emanaciones tóxicas de cloruro de hidrógeno.
El contacto con este producto provoca irritación en piel y ojos.